# Гипоксическая тренировка кожи
Гипоксическая тренировка кожи — кратковременное повторяющееся воздействие на кожу снижением доставки кислорода. Гипоксия запускает комплекс приспособительных реакций, направленных на улучшение кровоснабжения ткани и выживаемости её клеток.
В реконструктивной хирургии метод применяют для повышения жизнеспособности будущего трансплантата, к тренировке которого приступают примерно за неделю до пересадки, специальным инструментом (например, мягким кишечным жомом) ежедневно отжимая соответствующую кожную складку или кожный стебель.

## Механизм действия
Адаптация к гипоксии реализуется через транскрипционную программу, опосредованную белками HIFs (Hypoxia-Inducible Factors, гипоксией индуцированные факторы — O2-зависимые белки семейства bHLH/PAS).
HIFs, активированные низкой концентрацией кислорода, управляют генами, задействованными в развитии кровеносных сосудов, регуляции сосудистого тонуса, местного гормонального фона и т. д.
Под контролем HIF-1alpha находятся гены факторов роста эндотелия сосудов (Vascular endothelial growth factors, VEGF), факторов роста фибробластов (Fibroblast growth factors, FGF), инсулиноподобный фактор роста (Insulin-like growth factor, IGF), эстроген-синтетезы (ароматазы) и т. д.

## Устройства для гипоксической тренировки кожи
Для гипоксической тренировки кожи применяется барокамера, баллонное (экспандерное) растяжение, отжатие кожи мягким кишечным жомом. 
Новый класс устройств — компрессионная одежда с рельефными элементами на внутренней поверхности (компрессионный головной убор — для гипоксической тренировки кожи волосистой части головы (тренажёр волос), компрессионный наколенник и т. д.).
Под рельефными элементами, прижатыми к коже эластичной тканью, замедляется кровоток и возникает кислородное голодание (мозаичное давление позволяет анемизировать кожу достаточно глубоко без риска нарушить ток крови в магистральных сосудах).